# Planica 2014
Planica 2014 je gostila vsega skupaj 6 tekem svetovnega pokala na Bloudkovi velikanki HS 104 in HS 139 v Planici. 
25. in 26 januarja 2014 je Planica na srednji skakalnici HS 104 gostila sploh prvič gostila žensko karavano in sicer dve odpadli tekmi svetovnega pokala z Ljubnega. Med 20. in 23. marcem 2014 pa je Planica na veliki HS 139 skakalnici gostila finale svetovnega pokala tako za moške kot za ženske. Pri moških so izpeljali dve posamični in eno ekipno tekmo, pri ženskah pa eno posamično. 

## Svetovni pokal - srednja skakalnica

### Posamično - ž (sobota)
25. januar 2014; HS 104
| Mesto | Št. | Ime                    | Trening | Poizkusna serija | Prva serija | Finalna serija | Točke |
| ----- | --- | ---------------------- | ------- | ---------------- | ----------- | -------------- | ----- |
| .     | 45  | Daniela Iraschko-Stolz | 101.0 m | 95.0 m           | 100.0 m     | 102.5 m        | 261.5 |
| .     | 48  | Sara Takanaši          | DNS     | 92.0 m           | 97.0 m      | 98.0 m         | 249.3 |
| .     | 47  | Carina Vogt            | 94.0 m  | DNS              | 96.0 m      | 99.0 m         | 246.5 |
| 4.    | 27  | Urša Bogataj           | 94.0 m  | 92.5 m           | 91.5 m      | 95.0 m         | 238.7 |
| 5.    | 43  | Juki Ito               | 93.5 m  | 99.5 m           | 90.0 m      | 98.0 m         | 236.6 |
| 6.    | 35  | Eva Logar              | DNS     | 93.0 m           | 91.5 m      | 94.0 m         | 232.6 |
| 7.    | 46  | Irina Avakumova        | 95.0 m  | 89.0 m           | 94.0 m      | 96.0 m         | 229.7 |
| 8.    | 44  | Coline Mattel          | 95.5 m  | 93.0 m           | 91.0 m      | 94.0 m         | 229.5 |
| 9.    | 42  | Maren Lundby           | 90.0 m  | 96.0 m           | 88.0 m      | 95.0 m         | 226.6 |
| 10.   | 41  | Helena Olsson Smeby    | 90.0 m  | 93.0 m           | 90.0 m      | 93.5 m         | 225.6 |
| 11.   | 34  | Katja Požun            | 94.5 m  | 92.0 m           | 88.5 m      | 93.5 m         | 225.5 |
| 12.   | 40  | Maja Vtič              | DNS     | 98.0 m           | 87.5 m      | 95.0 m         | 224.4 |
| 13.   | 36  | Julia Clair            | 89.0 m  | 93.0 m           | 88.0 m      | 94.0 m         | 222.6 |
| 14.   | 28  | Špela Rogelj           | 96.0 m  | 91.0 m           | 87.5 m      | 91.0 m         | 220.1 |
| 15.   | 37  | Ulrike Gräßler         | 85.5 m  | 93.0 m           | 88.0 m      | 92.5 m         | 218.8 |
| 16.   | 39  | Ramona Straub          | 88.0 m  | 88.5 m           | 85.0 m      | 89.5 m         | 214.2 |
| 17.   | 30  | Kaori Ivabuči          | 88.5 m  | 89.5 m           | 85.5 m      | 98.0 m         | 212.2 |
| 18.   | 38  | Line Jahr              | 88.0 m  | 95.0 m           | 85.5 m      | 89.0 m         | 209.8 |
| 19.   | 15  | Juliane Seyfarth       | 82.5 m  | 85.5 m           | 83.5 m      | 92.0 m         | 209.1 |
| 20.   | 11  | Anja Tepeš             | 88.0 m  | 83.5 m           | 84.0 m      | 88.0 m         | 203.7 |
| 21.   | 32  | Gyda Enger             | 89.0 m  | 89.0 m           | 83.0 m      | 87.5 m         | 202.7 |
| 22.   | 29  | Manuela Malsiner       | 85.5 m  | 85.0 m           | 84.0 m      | 90.0 m         | 198.8 |
| 23.   | 33  | Michaela Doleželová    | 78.5 m  | 85.0 m           | 84.5 m      | 84.0 m         | 198.4 |
| 24.   | 24  | Susanna Forsström      | 84.0 m  | 78.5 m           | 85.0 m      | 85.0 m         | 196.5 |
| 25.   | 31  | Ajumi Vatase           | 90.5 m  | 86.0 m           | 84.5 m      | 88.0 m         | 196.4 |
| 26.   | 2   | Anja Javoršek          | 83.0 m  | 82.5 m           | 86.5 m      | 85.5 m         | 189.9 |
| 27.   | 21  | Lisa Demetz            | 82.0 m  | 83.5 m           | 83.5 m      | 82.0 m         | 184.7 |
| 28.   | 18  | Anastazija Gladiševa   | 79.0 m  | 86.5 m           | 81.5 m      | 81.5 m         | 184.4 |
| 29.   | 22  | Jurina Jamada          | 79.0 m  | 81.0 m           | 83.0 m      | 81.0 m         | 182.5 |
| 30.   | 8   | Darja Grušina          | 82.0 m  | 70.5 m           | 82.0 m      | 79.0 m         | 177.4 |
| 31.   | 16  | Elisabeth Raudaschl    | 79.5 m  | 84.0 m           | 79.5 m      |                | 89.8  |
| 32.   | 23  | Sabrina Windmüller     | 75.5 m  | 79.0 m           | 80.0 m      |                | 89.0  |
| 33.   | 25  | Misaki Šigeno          | 86.5 m  | 80.5 m           | 80.0 m      |                | 88.6  |
| 34.   | 20  | Sofija Tihonova        | 78.0 m  | 83.0 m           | 82.5 m      |                | 88.3  |
| 35.   | 12  | Jasmine Sepandj        | 79.5 m  | 79.5 m           | 80.5 m      |                | 87.1  |
| 36.   | 10  | Katharina Keil         | 84.5 m  | 76.0 m           | 78.0 m      |                | 85.3  |
| 37.   | 7   | Sonja Schoitsch        | 78.0 m  | 77.5 m           | 80.5 m      |                | 85.2  |
| 38.   | 6   | Veronica Gianmoena     | 78.5 m  | 75.0 m           | 80.5 m      |                | 84.3  |
| 39.   | 1   | Barbara Klinec         | 82.0 m  | 82.0 m           | 80.5 m      |                | 84.1  |
| 40.   | 19  | Aleksandra Kustova     | 82.5 m  | 75.0 m           | 79.5 m      |                | 82.9  |
| 41.   | 5   | Charlotte Mitchell     | 79.0 m  | 79.0 m           | 80.5 m      |                | 82.4  |
| 42.   | 17  | Barbora Blažková       | 80.5 m  | 82.0 m           | 79.0 m      |                | 81.4  |
| 43.   | 3   | Stefanija Nadimova     | 72.5 m  | 75.5 m           | 78.0 m      |                | 78.9  |
| 44.   | 14  | Lisa Wiegele           | 77.0 m  | 78.5 m           | 76.0 m      |                | 78.7  |
| 45.   | 4   | Lucie Míková           | 74.5 m  | 72.5 m           | 77.0 m      |                | 78.3  |
| 46.   | 13  | Marie Hoyau            | 72.5 m  | 75.0 m           | 76.0 m      |                | 76.5  |
| 47.   | 9   | Michaela Rajnochová    | 68.0 m  | 68.0 m           | 65.0 m      |                | 53.5  |
|       | 26  | Chiara Hölzl           |         |                  |             |                | DNS   |

Trening serija je bila namesto v petek 24. januarja, izpeljana v soboto 25. januarja na dan tekme pred poizkusno serijo.

### Posamično - ž (nedelja)
26. januar 2014; HS 104
| Mesto | Št. | Ime                    | Poizkusna serija | Prva serija | Finalna serija | Točke |
| ----- | --- | ---------------------- | ---------------- | ----------- | -------------- | ----- |
| .     | 44  | Daniela Iraschko-Stolz | 90.5 m           | 102.0 m     | 101.5 m        | 249.8 |
| .     | 47  | Sara Takanaši          | 102.5 m          | 101.5 m     | 98.5 m         | 246.8 |
| .     | 46  | Carina Vogt            | DNS              | 100.0 m     | 99.0 m         | 241.3 |
| 4.    | 42  | Juki Ito               | 96.5 m           | 96.5 m      | 97.0 m         | 233.7 |
| 5.    | 39  | Maja Vtič              | 97.0 m           | 98.5 m      | 96.5 m         | 233.3 |
| 6.    | 41  | Maren Lundby           | 95.0 m           | 97.0 m      | 96.0 m         | 231.3 |
| 7.    | 43  | Coline Mattel          | 95.5 m           | 98.0 m      | 95.0 m         | 228.3 |
| 8.    | 32  | Urša Bogataj           | 95.0 m           | 99.5 m      | 95.0 m         | 227.4 |
| 9.    | 33  | Katja Požun            | 95.0 m           | 97.0 m      | 94.0 m         | 219.4 |
| 10.   | 35  | Julia Clair            | 92.0 m           | 96.0 m      | 92.5 m         | 218.8 |
| 11.   | 28  | Špela Rogelj           | 93.0 m           | 93.5 m      | 94.0 m         | 215.7 |
| 12.   | 45  | Irina Avakumova        | 94.0 m           | 98.5 m      | 91.0 m         | 215.1 |
| 13.   | 40  | Helena Olsson Smeby    | 94.0 m           | 94.0 m      | 93.5 m         | 213.1 |
| 14.   | 36  | Eva Logar              | 93.0 m           | 95.0 m      | 93.0 m         | 210.0 |
| 15.   | 38  | Ramona Straub          | 86.0 m           | 91.5 m      | 91.0 m         | 209.7 |
| 16.   | 37  | Line Jahr              | 96.0 m           | 94.5 m      | 91.0 m         | 207.9 |
| 17.   | 34  | Ulrike Gräßler         | 93.0 m           | 94.0 m      | 89.0 m         | 206.7 |
| 18.   | 20  | Juliane Seyfarth       | 84.0 m           | 92.5 m      | 90.0 m         | 206.5 |
| 19.   | 30  | Gyda Enger             | 93.0 m           | 92.0 m      | 89.0 m         | 205.2 |
| 20.   | 29  | Kaori Ivabuči          | 93.0 m           | 92.5 m      | 92.5 m         | 199.4 |
| 21.   | 31  | Michaela Doleželová    | 88.0 m           | 92.0 m      | 85.0 m         | 190.6 |
| 22.   | 22  | Sabrina Windmüller     | 86.0 m           | 89.0 m      | 85.0 m         | 186.1 |
| 23.   | 13  | Elisabeth Raudaschl    | 89.5 m           | 89.0 m      | 85.0 m         | 183.7 |
| 24.   | 27  | Ajumi Vatase           | 87.5 m           | 86.0 m      | 87.0 m         | 181.1 |
| 25.   | 16  | Anja Javoršek          | 83.0 m           | 87.5 m      | 85.0 m         | 177.8 |
| 26.   | 26  | Manuela Malsiner       | 88.0 m           | 84.5 m      | 86.5 m         | 177.4 |
| 27.   | 2   | Jasmine Sepandj        | 78.5 m           | 80.5 m      | 84.0 m         | 171.7 |
| 28.   | 18  | Sofija Tihonova        | 79.5 m           | 87.0 m      | 84.5 m         | 168.8 |
| 29.   | 25  | Susanna Forsström      | 90.0 m           | 89.5 m      | 85.0 m         | 168.5 |
| 30.   | 5   | Sonja Schoitsch        | 81.5 m           | 84.5 m      | 82.5 m         | 168.1 |
| 31.   | 19  | Anja Tepeš             | 80.5 m           | 84.0 m      |                | 86.9  |
| 32.   | 24  | Misaki Šigeno          | 89.0 m           | 83.5 m      |                | 86.8  |
| 33.   | 15  | Anastazija Gladiševa   | 76.5 m           | 85.0 m      |                | 86.0  |
| 34.   | 3   | Katharina Keil         | 82.0 m           | 81.5 m      |                | 84.6  |
| 35.   | 21  | Jurina Jamada          | 74.0 m           | 83.0 m      |                | 81.7  |
| 36.   | 6   | Lisa Wiegele           | 75.0 m           | 82.0 m      |                | 80.5  |
| 37.   | 17  | Aleksandra Kustova     | 79.0 m           | 82.0 m      |                | 79.8  |
| 38.   | 4   | Barbora Blažková       | 80.0 m           | 80.0 m      |                | 78.5  |
| 39.   | 11  | Charlotte Mitchell     | 79.0 m           | 80.5 m      |                | 77.1  |
| 40.   | 12  | Veronica Gianmoena     | 74.5 m           | 80.0 m      |                | 76.5  |
| 41.   | 23  | Lisa Demetz            | 88.0 m           | 76.0 m      |                | 73.3  |
| 42.   | 9   | Lucie Míková           | 73.0 m           | 76.5 m      |                | 71.1  |
|       | 14  | Darja Grušina          | 73.5 m           | 77.0 m      |                | 71.1  |
| 44.   | 8   | Marie Hoyau            | 71.0 m           | 77.0 m      |                | 67.7  |
| 45.   | 7   | Michaela Rajnochová    | 69.0 m           | 73.5 m      |                | 63.9  |
| 46.   | 1   | Barbara Klinec         | 81.0 m           | 74.5 m      |                | 63.4  |
| 47.   | 10  | Stefanija Nadimova     | 72.5 m           | 74.5 m      |                | 59.5  |

## Finale svetovnega pokala - velika skakalnica

### Posamično - m (petek)
21. marec 2014; HS 139
| Mesto | Št. | Ime                      | Poizkusna serija | Prva serija | Finalna serija | Točke |
| ----- | --- | ------------------------ | ---------------- | ----------- | -------------- | ----- |
| .     | 48  | Severin Freund           | 125.0 m          | 137.5 m     | 137.5 m        | 289.1 |
| .     | 46  | Anders Bardal            | 121.0 m          | 136.5 m     | 134.5 m        | 288.8 |
| .     | 49  | Peter Prevc              | 131.0 m          | 129.0 m     | 134.5 m        | 287.3 |
| 4.    | 50  | Kamil Stoch              | 131.5 m          | 131.5 m     | 134.0 m        | 283.9 |
| 5.    | 45  | Gregor Schlierenzauer    | 127.0 m          | 130.5 m     | 127.5 m        | 277.5 |
| 6.    | 47  | Noriaki Kasai            | . m              | 128.5 m     | 135.5 m        | 276.8 |
| 7.    | 37  | Andreas Kofler           | . m              | 134.0 m     | 124.0 m        | 274.2 |
| 8.    | 36  | Maciej Kot               | . m              | 130.0 m     | 135.0 m        | 272.4 |
| 9.    | 43  | Thomas Diethart          | . m              | 130.5 m     | 125.0 m        | 269.7 |
| 10.   | 11  | Andreas Stjernen         | . m              | 130.5 m     | 127.0 m        | 269.3 |
| 11.   | 40  | Robert Kranjec           | . m              | . m         | . m            | .     |
| 12.   | 31  | Anders Fannemel          | . m              | . m         | . m            | .     |
| 13.   | 41  | Stefan Kraft             | . m              | . m         | . m            | .     |
| 14.   | 32  | Richard Freitag          | . m              | . m         | . m            | .     |
| 15.   | 39  | Michael Hayböck          | . m              | . m         | . m            | .     |
| 16.   | 1   | Cene Prevc               | . m              | . m         | . m            | .     |
| 17.   | 26  | Reruhi Šimizu            | . m              | . m         | . m            | .     |
| 18.   | 22  | Roman Koudelka           | . m              | . m         | . m            | .     |
| 19.   | 16  | Tom Hilde                | . m              | . m         | . m            | .     |
| 20.   | 34  | Piotr Żyła               | . m              | . m         | . m            | .     |
| 21.   | 29  | Wolfgang Loitzl          | . m              | . m         | . m            | .     |
| 22.   | 24  | Nejc Dežman              | . m              | . m         | . m            | .     |
| 23.   | 2   | Matjaž Pungertar         | . m              | . m         | . m            | .     |
| 24.   | 35  | Jurij Tepeš              | . m              | . m         | . m            | .     |
| 25.   | 8   | Robert Hrgota            | . m              | . m         | . m            | .     |
| 26.   | 13  | Kaarel Nurmsalu          | . m              | . m         | . m            | .     |
| 27.   | 38  | Marinus Kraus            | . m              | . m         | . m            | .     |
| 28.   | 14  | Denis Kornilov           | . m              | . m         | . m            | .     |
| 29.   | 10  | Roberto Dellasega        | . m              | . m         | . m            | .     |
| 30.   | 21  | Manuel Fettner           | . m              | . m         | . m            | .     |
| 31.   | 30  | Jakub Janda              | . m              | . m         |                | .     |
| 32.   | 27  | Andreas Wank             | . m              | . m         |                | .     |
| 33.   | 23  | Antonín Hájek            | . m              | . m         |                | .     |
| 34.   | 4   | Anže Lanišek             | . m              | . m         |                | .     |
| 35.   | 25  | Klemens Murańka          | . m              | . m         |                | .     |
|       | 9   | Vincent Descombes Sevoie | . m              | . m         |                | .     |
| 37.   | 18  | Juta Vatase              | . m              | . m         |                | .     |
| 38.   | 20  | Dawid Kubacki            | . m              | . m         |                | .     |
| 39.   | 7   | Kento Sakujama           | . m              | . m         |                | .     |
|       | 6   | Bjørn Einar Romøren      | . m              | . m         |                | .     |
| 41.   | 44  | Simon Ammann             | . m              | . m         |                | .     |
| 42.   | 33  | Jan Matura               | . m              | . m         |                | .     |
| 43.   | 42  | Andreas Wellinger        | . m              | . m         |                | .     |
| 44.   | 5   | Čestmír Kožíšek          | . m              | . m         |                | .     |
| 45.   | 15  | Mackenzie Boyd-Clowes    | . m              | . m         |                | .     |
| 46.   | 17  | Lauri Aisakainen         | . m              | . m         |                | .     |
| 47.   | 19  | Jaka Hvala               | . m              | . m         |                | .     |
| 48.   | 28  | Gregor Deschwanden       | . m              | . m         |                | .     |
| 49.   | 12  | Ronan Lamy Chappuis      | . m              | . m         |                | .     |
|       | 3   | Anže Semenič             | 108.5 m          |             |                | DSQ   |

### Ekipno - m (sobota)
22. marec 2014; HS 139
| Mesto | Št. | Ime                                                                           | Poizkusna serija                | Prva serija                     | Finalna serija                  | Točke  |
| ----- | --- | ----------------------------------------------------------------------------- | ------------------------------- | ------------------------------- | ------------------------------- | ------ |
| .     |     | Avstrija Stefan Kraft Andreas Kofler Thomas Diethart Gregor Schlierenzauer    | j e b i l a o d p o v e d a n a | 135.0 m 135.5 m 127.5 m 128.5 m | 133.5 m 131.0 m 129.0 m 136.0 m | 1045.6 |
| .     |     | Poljska Maciej Kot Piotr Żyła Klemens Murańka Kamil Stoch                     | j e b i l a o d p o v e d a n a | 133.5 m 141.0 m 118.5 m 127.5 m | 130.0 m 126.0 m 126.5 m 134.5 m | 1007.6 |
| .     |     | Norveška Andreas Stjernen Tom Hilde Anders Fannemel Anders Bardal             | j e b i l a o d p o v e d a n a | 128.5 m 138.5 m 130.5 m 131.0 m | 124.0 m 117.0 m 129.0 m 132.5 m | 1007.3 |
| 4.    |     | Nemčija Andreas Wank Marinus Kraus Richard Freitag Severin Freund             | j e b i l a o d p o v e d a n a | 127.5 m 141.5 m 134.0 m 133.0 m | 133.0 m 117.5 m 129.5 m 133.5 m | 1001.5 |
| 5.    |     | Slovenija Cene Prevc Nejc Dežman Robert Kranjec Peter Prevc                   | j e b i l a o d p o v e d a n a | 134.0 m 133.0 m 126.0 m 130.0 m | 124.0 m 119.0 m 124.0 m 125.0 m | 976.8  |
| 6.    |     | Japonska Reruhi Šimizu Kento Sakujama Juta Vatase Noriaki Kasai               | j e b i l a o d p o v e d a n a | 133.0 m 122.5 m 115.5 m 139.0 m | 128.0 m 120.0 m 122.0 m 123.5 m | 943.1  |
| 7.    |     | Češka Antonín Hájek Jakub Janda Jan Matura Roman Koudelka                     | j e b i l a o d p o v e d a n a | 127.0 m 131.0 m 135.0 m         | 125.0 m 128.0 m 127.0 m 104.5 m | 938.2  |
| 8.    |     | Švica Marco Grigoli Simon Ammann Gabriel Karlen Gregor Deschwanden            | j e b i l a o d p o v e d a n a | 120.5 m 129.0 m 125.5 m 122.5 m | 112.5 m 136.0 m 126.0 m 120.5 m | 901.5  |
| 9.    |     | Finska Lauri Asikainen Sebastian Klinga Ville Larinto Anssi Koivuranta        | j e b i l a o d p o v e d a n a | 121.5 m 124.0 m 130.0 m 119.0 m |                                 | 461.8  |
| 10.   |     | Rusija Ilmir Hazetdinov Aleksej Romašov Dimitrij Vasiljev Denis Kornilov      | j e b i l a o d p o v e d a n a | 124.5 m 123.0 m 122.5 m 123.5 m |                                 | 450.9  |
| 11.   |     | Italija Davide Bresadola Federico Cecon Sebastian Colloredo Roberto Dellasega | j e b i l a o d p o v e d a n a | 127.5 m 122.5 m 123.0 m 117.0 m |                                 | 450.7  |

### Posamično - m (nedelja)
23. marec 2014; HS 139
| Mesto | Št. | Ime            | Kvalifikacijska serija | Prva serija | Finalna serija | Točke |
| ----- | --- | -------------- | ---------------------- | ----------- | -------------- | ----- |
| .     | 75  | Peter Prevc    | 127.0 m                | 136.0 m     | 142.0 m        | 283.7 |
| .     | 76  | Severin Freund | 135.5 m                | 136.0 m     | 141.0 m        | 280.8 |
| .     | 73  | Anders Bardal  | DNS                    | 138.5 m     | 136.5 m        | 278.5 |
| 4.    | 77  | Kamil Stoch    | 128.0 m                | 139.0 m     | 136.0 m        | 278.4 |
| 5.    | 74  | Noriaki Kasai  | DNS                    | 134.5 m     | 133.0 m        | 267.8 |